# 萨伏依的安娜
萨伏依的安娜（Anna of Savoy，1306年—1365年）是拜占庭皇帝皇后，安德洛尼卡三世的第二任妻子。

## 生平
萨伏依的安娜是萨伏依伯爵阿梅德奥五世之女。她于1326年嫁给安德洛尼卡三世。此时，安德洛尼卡三世正与其祖父安德洛尼卡二世为争夺皇位展开内战。1328年，安德洛尼卡三世占领君士坦丁堡，他的祖父被迫退位。
1341年安德洛尼卡三世逝世后，他们年仅九年的皇子约翰五世继位，安娜则成为了摄政。不过帝国政务则由安德洛尼卡三世交给约翰六世·坎塔库泽努斯负责。在君士坦丁堡牧首约翰十四世与朝臣阿历克塞·阿波考寇斯等人的支持下，安娜母子与约翰六世展开内战。双方最终于1347年达成和议，约翰六世为拜占庭皇帝，约翰五世则为其共治皇帝。同时，约翰六世将其女儿海伦娜·坎塔库泽努斯嫁给约翰五世。
1351年，安娜离开君士坦丁堡，前往塞萨洛尼基定居。她在塞萨洛尼基拥有自己的朝廷。1365年，她在此逝世。

## 子女
- 玛丽亚·巴列奥略（后改名艾琳娜，1327年－1356年后），嫁给保加利亚米哈伊尔·阿森四世（英语：Michael Asen IV of Bulgaria）
- 约翰五世·巴列奥略（1332年－1391年），拜占庭皇帝
- 米海尔·巴列奥略（英语：Michael Palaiologos (son of Andronikos III)）（1337年－1370年前），专制君主
- 艾琳娜·巴列奥略（后改名玛丽亚，？－1384年），嫁给弗朗切斯科一世·莱斯博斯（英语：Francesco I Gattilusio）